# Teclado Braille

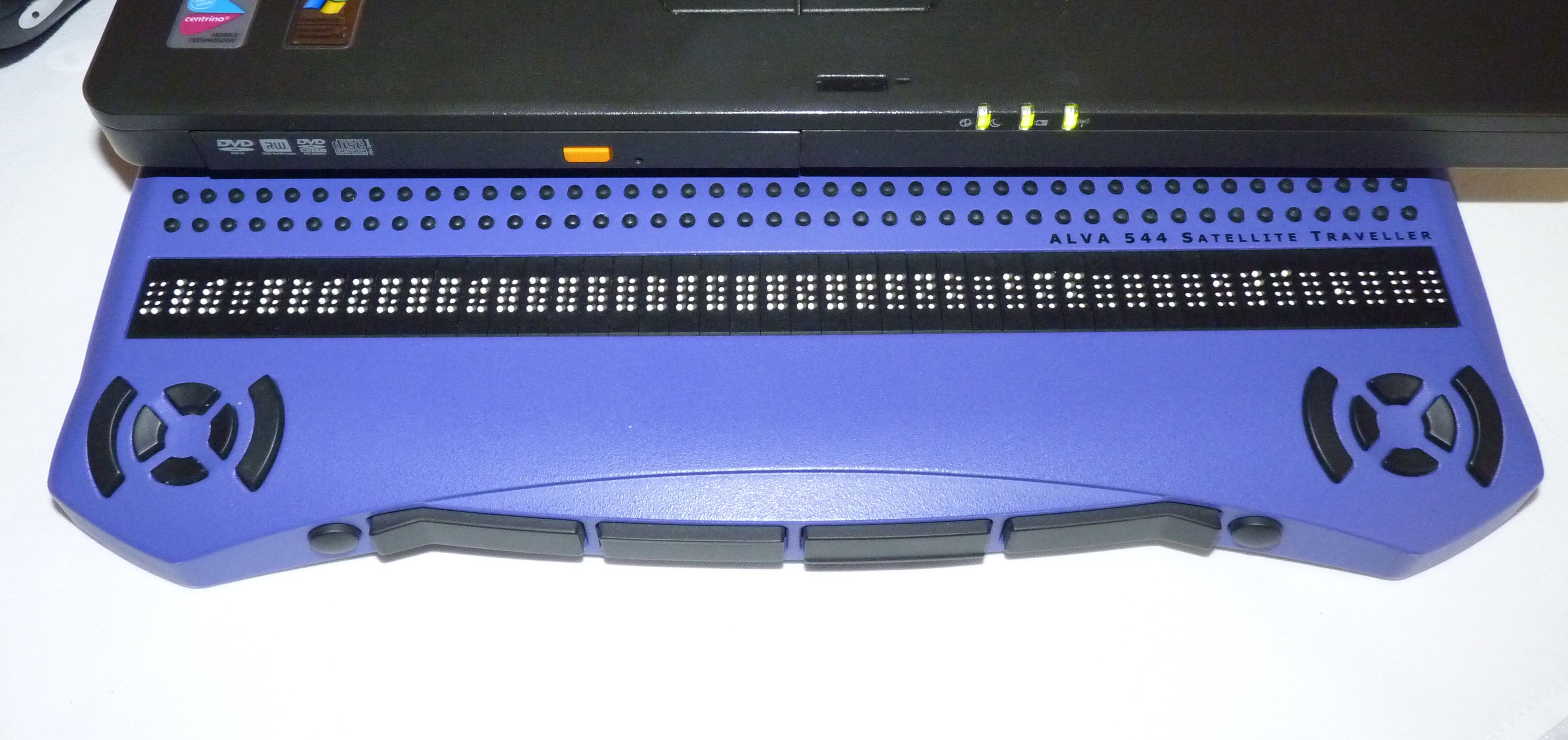
Ordenador con Teclado Braille.

Un teclado braille es un dispositivo electrónico que, conectado a otro dispositivo, permite la introducción de código braille en este.
Los teclados braille están compuestos de un conjunto de 6 u 8 teclas principales, una tecla de espacio y algunas auxiliares. Las teclas principales permiten la escritura en braille de 6 u ocho puntos (según el dispositivo), la tecla de espacio puede realizar otras funciones y las teclas auxiliares permiten añadir diversas funcionalidades al dispositivo.
La disposición de las teclas es la misma que en las máquinas de escritura braille mecánicas (Máquina Perkins). Cada tecla se corresponde con un punto del símbolo braille.
Las teclas se sitúan en una línea dividida en 2 bloques. El bloque de la izquierda se corresponde con los puntos 1, 2, 3 y 7, y los de la derecha con los puntos 4, 5, 6 y 8, cada bloque visto desde el centro del teclado hacia el lateral. 
Un teclado braille puede encontrarse embebido en otro dispositivo, como los anotadores de pantalla o como un periférico externo que se conecta a través de las tecnologías disponibles.
En estos momentos los teclados braille más modernos utilizan una disposición de teclas igual a la de los teclados estándar. Con todas las teclas especiales que puede tener, como son las teclas de función , teclado numérico, mayúsculas, flechas, alternativa, control, etc. La única diferencia con ellos es que las teclas alfanuméricas han sido sustituidas por las 8 teclas braille.
Además la posición de las teclas es ergonómica, las teclas se disponen de forma circular y con una cierta inclinación, adaptándose a la forma y posición de los dedos de las manos, y se ha mejorado el tacto y la forma.

## Uso de un teclado braille
El funcionamiento de un teclado electrónico braille es similar al de un teclado mecánico. Para introducir un símbolo se deben pulsar las teclas correspondientes a los puntos que componen el símbolo. Para dejar un espacio en blanco solo es necesario pulsar la tecla de espacio.
Existen otros modos de funcionamiento de un teclado braille que posibilitan su acceso a personas con impedimentos físicos. Se puede usar el teclado en modo aditivo de manera que se pueden pulsar cada una de las teclas correspondientes a los puntos requeridos de una en una de manera que se concluya el símbolo pulsando la tecla de espacio u otra dispuesta a tal efecto.
También es posible utilizar el teclado con una sola mano de manera que se deben alternar las pulsaciones de cada bloque de puntos en un orden determinado.

## Personas a las que va dirigido
Cualquier persona que conozca la escritura braille puede utilizar estos teclados. Aunque, hoy en día, el colectivo de discapacitados visuales ha aumentado el número de personas que son capaces de escribir con un teclado convencional, todavía es alto el número de personas, que por su edad o por otras causas, no utilizan teclados convencionales.
Antiguamente el desconocimiento de la informática y de la escritura en máquina de escribir convencional por parte de la comunidad de personas discapacitadas visuales y la falta de tecnologías adecuadas hizo que este colectivo necesitase un medio fácil de aprender, de usar y de transportar que les permitiese el acceso a las nuevas tecnologías.
Además el poco espacio que requiere la instalación de este tipo de teclados los hace adecuados para ser embebidos en otros dispositivos, como pueden ser el “braille hablado”.

## 6 y 8 puntos
Los teclados braille pueden estar compuestos de 6 u 8 puntos. En el primer caso solo se podrá escribir braille convencional. En el caso de teclados de 8 puntos se pueden utilizar tanto braille de 6 como de 8 puntos, permitiendo escribir braille de 8 puntos y braille unicode.

## Otras funciones
La mayoría de los teclados braille incorporan diversas funciones asociadas con el tipo de dispositivo al que van acoplados. En algunos anotadores parlantes la tecla de espacio se utiliza, en combinación con las principales, para indicar al dispositivo que debe realizar una función especial, como puede ser crear, abrir o salvar un documento.

## Simuladores de teclados braille
Existen programas informáticos que permiten simular el comportamiento de un teclado braille en uno convencional. De esta manera una persona que prefiere usar el braille puede utilizar un conjunto de las teclas de este para simular un teclado braille.

## Funcionamiento

### Teclas
Al igual que en los teclados convencionales, las teclas usadas en estos dispositivos son un mecanismo electro-mecánico que permite la detección de la pulsación y de la liberación de la tecla.
El dispositivo irá conectado a un controlador que recibirá los eventos que se produzcan en el dispositivo y que ira realizando las tareas necesarias según se vayan produciendo.
A diferencia que en los teclados convencionales, el recubrimiento plástico que permite pulsar una tecla suele ser algo más amplio, de manera que se pueden pulsar de forma más fácil. Además la distancia comprendida entre 2 teclas es mayor.

### Tipos de conexión
Los dispositivos braille más antiguos suelen utilizar la línea serie o el cable paralelo para su conexión al ordenador o a otros periféricos. Estos dispositivos tienen el inconveniente de que deben ser conectados con el ordenador apagado.
Hoy en día los dispositivos braille ya usan las conexiones más habituales en los equipos informáticos actuales, como son el cable USB y el Bluetooth. Esto ha permitido que se puedan aplicar a otros tipos de aparatos como pueden ser los móviles y las PDA.

### Transmisión de la información
En los teclados braille lo común es que se transmita el código del símbolo marcado una vez que todas las teclas hayan sido pulsadas. Por ello lo normal es que se transmita cuando una o todas las teclas hayan sido liberadas.
Algunos teclados permiten que un carácter se complete de forma aditiva, pulsando tecla a tecla, por ello la transmisión se puede producir al terminar, es decir, cuando se pulsa la tecla de fin de símbolo.
Algunos teclados también permiten transmitir teclas individualmente, de manera que se pueden utilizar para otro tipo de aplicaciones, como videojuegos.